# Episodi di Threshold
La prima e unica stagione della serie televisiva Threshold è stata trasmessa in Italia su Rai 2 dal 28 dicembre 2006 al 7 febbraio 2007 e in contemporanea su Fox dal 6 gennaio 2007 mandando gli episodi in contemporanea con Rai 2 a pochi giorni di distacco fino al 17 febbraio 2007.
| nº | Titolo originale             | Titolo italiano        | Prima TV USA      | Prima TV Italia |
| -- | ---------------------------- | ---------------------- | ----------------- | --------------- |
| 1  | Trees made of glass (Part 1) | La foresta di vetro    | 16 settembre 2005 |                 |
| 2  | Trees made of glass (Part 2) | Il contagio            | 16 settembre 2005 |                 |
| 3  | Blood of the children        | Il sangue dei bambini  | 20 settembre 2005 |                 |
| 4  | The burning                  | Un ricordo che brucia  | 30 settembre 2005 |                 |
| 5  | Shock                        | Shock ad alta tensione | 7 ottobre 2005    |                 |
| 6  | Pulse                        | Impulsi                | 14 ottobre 2005   |                 |
| 7  | The Order                    | Fuga di notizie        | 21 ottobre 2005   |                 |
| 8  | Revelations                  | Il mare di vetro       | 4 novembre 2005   |                 |
| 9  | Progeny                      | Il donatore            | 22 novembre 2005  |                 |
| 10 | The Crossing & Pulse         | Il sergente Adams      | 11 gennaio 2006   |                 |
| 11 | Outbreak                     | Il sogno di Lucas      | 18 gennaio 2006   |                 |
| 12 | Vigilante                    | Il vendicatore         | 25 gennaio 2006   |                 |
| 13 | Alienville                   | La città degli alieni  | 1º febbraio 2006  |                 |